# Byrsonima aerugo
Byrsonima aerugo là một loài thực vật có hoa trong họ Malpighiaceae. Loài này được Sagot mô tả khoa học đầu tiên năm 1881.